# Arrondissement Nogent-sur-Seine
Nogent-sur-Seine is een arrondissement van het Franse departement Aube in de regio Grand Est. De onderprefectuur is Nogent-sur-Seine.

## Kantons
Het arrondissement was tot 2014 samengesteld uit de volgende kantons:
- Kanton Marcilly-le-Hayer
- Kanton Méry-sur-Seine
- Kanton Nogent-sur-Seine
- Romilly-sur-Seine 1e kanton
- Romilly-sur-Seine 2e kanton
- Kanton Villenauxe-la-Grande

Na de herindeling van de kantons bij decreet van 21 februari 2014 met uitwerking op 22 maart 2015 zijn dat :
- Kanton Aix-en-Othe (1/36)
- Kanton Creney-près-Troyes (8/33)
- Kanton Nogent-sur-Seine
- Kanton Romilly-sur-Seine
- Kanton Saint-Lyé (26/33)